# Patrice Carmouze
Pour les articles homonymes, voir Carmouze.
Patrice Carmouze, né le 26 octobre 1951 à Toulouse (Haute-Garonne), est un journaliste, animateur de télévision et de radio français.
Il est notamment connu pour ses démonstrations, toujours défaillantes, lors de l'émission Coucou c'est nous ! avec Christophe Dechavanne.

## Biographie

### Jeunesse, formation et débuts
Né à Toulouse, Patrice Carmouze passe sa jeunesse à Limoges. Il fréquente l'école du Présidial, puis le lycée Gay-Lussac. Étudiant de l'université de la ville, il y obtient une licence de lettres et une maîtrise de droit.
Dans les années 1980, il devient journaliste et rédacteur en chef au Quotidien de Paris.[réf. souhaitée]

### Carrière audiovisuelle
Les téléspectateurs français découvrent Patrice Carmouze pour la première fois sur TF1 dans l'émission Ciel, mon mardi ! aux côtés de Christophe Dechavanne, Renaud Rahard et Michel Field en tant que chroniqueur, où il anime la rubrique le « Bloc-Note ». Il est notamment remarqué pour ses démonstrations d'objets, toujours défaillantes, lors de l'émission. Il devient le rédacteur en chef de l'émission.[réf. souhaitée]
Durant la saison 1994-1995, il anime sur TF1 l'émission santé 37,5° le soir produite par Anne Barrère.
En 1997, il est recruté par Thierry Ardisson pour assurer la rédaction en chef et la production de l'émission Rive droite / Rive gauche sur Paris Première.
Durant la saison 2001-2002, il est à la tête d'une émission culturelle sur BFM diffusée l'après-midi s'intitulant Un Carmouze, trois quarts culture. Il passe ensuite de la culture à la télé réalité et retrouve son ami Christophe Dechavanne pour animer La Ferme Célébrités sur TF1, ainsi qu'un débat quotidien sur Europe 1 durant la saison 2004-2005.
Le 31 décembre 2008, il coprésente aux côtés de Sandrine Quétier et Christophe Dechavanne sur TF1 Les 100 plus grands...du 31 !. Par la suite, il anime de temps en temps avec son ami Christophe Dechavanne des émissions en première partie de soirée sur TF1, comme Les duos de stars qui ont marqué les Français ou La soirée de l'étrange.[réf. souhaitée]
On peut aussi l'écouter dans Le Fou du roi de 2000 à 2008 sur France Inter et le voir[Quand ?] dans Destination goûts sur TV5 Monde. D'autre part, il présentait[Quand ?] l'émission quotidienne Actu & co sur une des chaînes de la TNT locale francilienne, Cap 24, avant celle-ci ne finisse par s'éteindre.[réf. souhaitée]
Depuis le 30 août 2010, il est le directeur de l'information de la chaîne de télévision TV78, une manière aussi pour le journaliste de faire après Cap 24 son retour en télévision locale. TV78 est diffusée sur le canal 30 des box internet et sur les réseaux sociaux. En parallèle, il continue à participer sur TF1, notamment pour Le Grand Concours des animateurs de la chaîne.[réf. souhaitée]
De mars à mai 2014, il est chroniqueur dans Y'a que les imbéciles qui ne changent pas d'avis !, présenté par Valérie Damidot, sur M6.
Entre 2018 et 2020, il participe régulièrement à l'émission À la bonne heure de Stéphane Bern sur RTL.

### Engagement
En 2013, Patrice Carmouze accepte d'être le parrain de la Percée du vin jaune.

## Bilan médiatique

### Parcours à la radio
- 1999-2000 : chroniqueur dans l'émission  Rien à voir sur France Inter
- 2000-2008 : chroniqueur dans l'émission  Le Fou du roi sur France Inter
- 2001-2002 : animateur de l'émission  Un Carmouze, trois quarts culture sur BFM
- 2004-2005 : animateur du débat quotidien Faits de société sur Europe 1
- 2018-2020 : participant régulier à l'émission À la bonne heure sur RTL

### Émissions de télévision
- 1987-1988 : Panique sur le 16 (TF1)
- 1988-1992 : Ciel, mon mardi ! (TF1)
- 1992-1995 : Coucou c'est nous ! (TF1)
- 1994-1995 : 37°5 le soir (TF1)
- 1995-1996 : Comme un lundi (TF1)
- 1996-1997 : Mes meilleurs amis (France 2)
- 1997 : Télé qua non (France 2)
- 1997-2002 : Rive droite / Rive gauche (Paris Première) - rédacteur en chef et producteur
- 2002-2003 : JBN : le journal des bonnes nouvelles (Canal+) - rédacteur en chef
- 2004 : Coucou c'est nous, 10 ans déjà (TF1)
- 2004 : La Ferme Célébrités (TF1)
- 2004 : Les Jeux-Olympiques des animaux (TF1)
- 2004 : Au secours... ils reviennent !  (TF1)
- 2005 : La Ferme Célébrités 2 (TF1)
- 2005 : Bêtes de scène (TF1)
- 2005-2010 : La soirée de l'étrange (TF1)
- 2006 : Mascarade (TF1)
- 2006 : Où sont passées les grandes gueules ? (TF1)
- 2005 : Le certif, avec Sandrine Quétier (TF1)
- 2008 : Les 100 plus grands... du 31 (TF1)
- 2008 : Un Carmouze, trois quarts actu (Cap 24)
- 2009 : Actu & co (Cap 24)
- 2009 : Les duos de stars qui ont marqué les français (TF1)
- 2009 : Destinations goûts (TV5 Monde)
- 2009 : La Porte ouverte à toutes les fenêtres (France 4)
- 2010 : La plus belle femme du monde (TF1)
- 2011 : Chac (TMC)
- 2012 : Drôles d'animaux (TMC)
- 2013 : Coucou c'est toujours nous (TMC)
- 2014 : Y'a que les imbéciles qui ne changent pas d'avis ! (M6)
- 2014 : Mot de passe (France 2)
- depuis 2018 : PAF - Patrice Carmouze and Friends (TV78)

## Publications
- L'Homme décalé, Anne Carrière, 1993.  (ISBN 9782910188054)
- Que du bonheur !, Denoël, 2005.  (ISBN 9782207253007)
- Le Grand Carmouzier : Petites histoires des grands ratages, Chiflet & Cie, 2010.  (ISBN 978-2351640999)
- Comment perdre une élection présidentielle à coup sûr, Robert Laffont, 2011.  (ISBN 9782221126479)